# Mihaela Buzărnescu
Mihaela Buzărnescu (Boekarest, 4 mei 1988) is een tennisspeelster uit Roemenië. Buzărnescu begon met tennis toen zij vijf jaar oud was. Haar favoriete ondergrond is hardcourt. Zij speelt linkshandig en heeft een tweehandige backhand.

## Loopbaan
In 2004 was zij bij de junioren het nummer één van Europa.
In 2006 won zij samen met Ioana Raluca Olaru het meisjesdubbelspeltoernooi van het US Open.
In de periode 2006–2022 maakte Buzărnescu enkele malen deel uit van het Roemeense Fed Cup-team – zij behaalde daar een winst/verlies-balans van 3–10.
In juli 2017 kwam zij binnen in de top 150 van de WTA-ranglijst. Een maand later plaatste zij zich via het kwalificatietoernooi voor het US Open. Hier speelde zij haar eerste grandslamwedstrijd. In oktober behaalde zij een dermate goed resultaat (halve finale) op het toernooi van Linz dat zij naar de top 100 steeg.
In januari 2018 stond zij voor het eerst in een WTA-finale, op het toernooi van Hobart – zij verloor van de Belgische Elise Mertens. In mei 2018 won zij haar eerste WTA-titel, tijdens het dubbelspeltoernooi van Straatsburg, samen met landgenote Raluca Olaru. Aansluitend nam zij voor het eerst deel aan Roland Garros – in het enkelspel bereikte zij er meteen de vierde ronde, waarbij zij het vierde reekshoofd Elina Svitolina versloeg; in het dubbelspel bereikte zij de kwartfinale, met landgenote Irina Maria Bara aan haar zijde. In juni 2018 kwam zij binnen in de top 30 van de wereldranglijst in het enkelspel.
In augustus 2018 won Buzărnescu haar eerste WTA-enkelspeltitel, in San Jose; daarmee kwam zij binnen in de top 20 van de wereldranglijst. Zij eindigde het jaar op 24 van de wereldranglijst, zowel in het enkel- als in het dubbelspel.
In 2019 werden haar resultaten beduidend minder. Aan het eind van dat jaar was zij in beide disciplines uit de top 100 weg gezakt. Deze trend zette zich verder voort in het coronajaar 2020.
In 2021 herstelde Buzărnescu zich in het dubbelspel. Op de Gippsland Trophy in Melbourne bereikte zij de halve finale, samen met Française Alizé Cornet. Op het WTA-toernooi van Bogota bereikte zij de finale, met de Duitse Anna-Lena Friedsam aan haar zijde. In juli won zij haar tweede titel, op het WTA-toernooi van Boedapest, geflankeerd door de Hongaarse Fanny Stollár.

## Posities op deWTA-ranglijst
Positie per einde seizoen:
| jaar | rang enkelspel | rang dubbelspel |
| ---- | -------------- | --------------- |
| 2004 | 621            | 587             |
| 2005 | 427            | 522             |
| 2006 | 254            | 390             |
| 2007 | 421            | 207             |
| 2008 | 386            | 251             |
| 2009 | 433            | 323             |
| 2010 | 407            | 279             |
| 2011 | 155            | 177             |
| 2012 | 248            | 192             |
| 2014 | 891            | –               |
| 2015 | 260            | 279             |
| 2016 | 377            | 202             |
| 2017 | 72             | 103             |
| 2018 | 24             | 24              |
| 2019 | 109            | 104             |
| 2020 | 136            | 192             |
| 2021 | 121            | 120             |

## Palmares
| Legenda                 |
| ----------------------- |
| Grandslamtoernooi       |
| Olympische Spelen       |
| Year-End Championships  |
| Premier Mandatory       |
| Premier Five / WTA 1000 |
| Premier / WTA 500       |
| International / WTA 250 |
| Challenger / WTA 125    |

### WTA-finaleplaatsen enkelspel
| nr.              | finale     | toernooi     | ondergrond | tegenstandster | score         |         |
| ---------------- | ---------- | ------------ | ---------- | -------------- | ------------- | ------- |
| gewonnen finales |            |              |            |                |               |         |
| 1.               | 2018-08-05 | WTA San Jose | hardcourt  | Maria Sakkari  | 6-1, 6-0      | details |
| verloren finales |            |              |            |                |               |         |
| 1.               | 2018-01-13 | WTA Hobart   | hardcourt  | Elise Mertens  | 1-6, 6-4, 3-6 | details |
| 2.               | 2018-05-05 | WTA Praag    | gravel     | Petra Kvitová  | 6-4, 2-6, 3-6 | details |

### WTA-finaleplaatsen vrouwendubbelspel
| nr.              | finale     | toernooi        | ondergrond | partner            | tegenstandsters                      | score    |         |
| ---------------- | ---------- | --------------- | ---------- | ------------------ | ------------------------------------ | -------- | ------- |
| gewonnen finales |            |                 |            |                    |                                      |          |         |
| 1.               | 2018-05-26 | WTA Straatsburg | gravel     | Raluca Olaru       | Nadija Kitsjenok Anastasia Rodionova | 7-5, 7-5 | details |
| 2.               | 2021-07-17 | WTA Boedapest   | gravel     | Fanny Stollár      | Aliona Bolsova Tamara Korpatsch      | 6-4, 6-4 | details |
| verloren finales |            |                 |            |                    |                                      |          |         |
| 1.               | 2018-05-04 | WTA Praag       | gravel     | Lidzija Marozava   | Nicole Melichar Květa Peschke        | 4-6, 2-6 | details |
| 2.               | 2018-06-17 | WTA Nottingham  | gras       | Heather Watson     | Alicja Rosolska Abigail Spears       | 3-6, 6-7 | details |
| 3.               | 2018-06-30 | WTA Eastbourne  | gras       | Irina-Camelia Begu | Gabriela Dabrowski Xu Yifan          | 3-6, 5-7 | details |
| 4.               | 2021-04-11 | WTA Bogota      | gravel     | Anna-Lena Friedsam | Elixane Lechemia Ingrid Neel         | 3-6, 4-6 | details |
| 5.               | 2022-07-08 | WTA Båstad      | gravel     | Irina Chromatsjova | Misaki Doi Rebecca Peterson          | forfait  | details |

## Resultaten grandslamtoernooien
| Legenda | Legenda                          |
| ------- | -------------------------------- |
| g.t.    | geen toernooi gehouden           |
| l.c.    | lagere categorie                 |
| –       | niet deelgenomen                 |
| G       | uitgeschakeld in de groepsfase   |
| 1R      | uitgeschakeld in de eerste ronde |
| 2R      | uitgeschakeld in de tweede ronde |
| 3R      | uitgeschakeld in de derde ronde  |
| 4R      | uitgeschakeld in de vierde ronde |
| KF      | uitgeschakeld in de kwartfinale  |
| HF      | uitgeschakeld in de halve finale |
| F       | de finale verloren               |
| W       | het toernooi gewonnen            |
| w-v     | winst/verlies-balans             |

### Enkelspel
| toernooi        | 2017 | 2018 | 2019 | 2020 | 2021 | 2022 |
| --------------- | ---- | ---- | ---- | ---- | ---- | ---- |
| Australian Open | –    | 1R   | 1R   | –    | 1R   | –    |
| Roland Garros   | –    | 4R   | 1R   | –    | 2R   | 1R   |
| Wimbledon       | –    | 3R   | 2R   | g.t. | 1R   | 2R   |
| US Open         | 1R   | –    | 1R   | 1R   | –    |      |

### Vrouwendubbelspel
| toernooi        | 2018 | 2019 |    | 2021 |
| --------------- | ---- | ---- | -- | ---- |
| Australian Open | 1R   | 2R   | 1R |      |
| Roland Garros   | KF   | 1R   | 1R |      |
| Wimbledon       | KF   | 1R   | –  |      |
| US Open         | –    | –    | –  |      |

### Gemengd dubbelspel
| toernooi        | 2018 | 2019 |
| --------------- | ---- | ---- |
| Australian Open | –    | 1R   |
| Roland Garros   | 1R   | 1R   |
| Wimbledon       | 2R   | –    |
| US Open         | –    | –    |